# Унутрашње море
Унутрашње море Јапана (јап. 瀬戸内海, енгл. Seto Inland Sea) или Сетско море, море које раздваја три од четири главна јапанска острва. Налази се између Хоншуа на северу, Шикокуа на југу и Кјушуа на западу.

## Географија
Унутрашње море комуницира са Тихим океаном преко мореуза Киј (између Шикокуа и Хоншуа) и мореуза Бунго (између Шикокуа и Кјушуа). Са Јапанским морем комуницира преко мореуза Канмон, између Хоншуа и Кјушуа. Главне луке на Унутрашњем мору су Сакај, Осака, Кобе и Хирошима.
Важни заливи овог мора су залив Осака, Море Суо између Хоншуа и Кјушуа и Море Ијо (између Шикокуа и Кјушуа). Највеће острво у Унутрашњем мору је Аваџи.